# Synandreae
Tribu
Les Synandreae sont une tribu de plantes à fleurs de la famille des Lamiacées.
Le genre type est Synandra Nutt.

## Liste des genres
Brazoria – Macbridea – Physostegia – Synandra – Warnockia

## Publication originale
- Rafinesque C.S., 1837. Flora Telluriana 3:84.